# Mirosław Małuszyński
Mirosław Małuszyński (ur. 1941, zm. 11 marca 2025) – polski biolog, genetyk, profesor nauk biologicznych.

## Życiorys
W 1964 r. ukończył studia ogrodnicze w Szkole Głównej Gospodarstwa Wiejskiego w Warszawie, w 1968 r. obronił pracę doktorską, w 1974 r. habilitował się. W 1980 r. uzyskał tytuł profesora nauk biologicznych. Był pracownikiem naukowym w Uniwersytecie Śląskim w Katowicach.